# Блок 11 концлагеря Освенцим
Блок 11 концлагеря Освенцим — кирпичное здание в Освенциме I, Штаммлагере или главном лагере сети концентрационных лагерей Освенцима-Биркенау. Блок использовался как лагерная тюрьма, для казней и пыток. Между десятым и одиннадцатым блоком находилась стена смерти (реконструированная после войны), «Черная стена» (Schwarze Wand), где выстрелами в затылок были убиты тысячи заключённых. Здание блока — одно из первых в лагере, оно было переоборудовано из старой австрийской, а затем польской казармы.

## Назначение
В блоке находились специальные камеры пыток, в которых к узникам применялись различные наказания. Некоторые из них были приспособлены для содержания заключённых в полной темноте в течение нескольких дней или принуждения их находиться в стоячем положении. Наказание в этих четырёх специальных отсеках (один квадратный метр, каждый с отверстием 5x5 см для дыхания) заключалось в том, что узники, размещённые по четверо, из-за нехватки места вынуждены были стоять всю ночь до двадцати ночей подряд, при этом их ещё выгоняли на работу в течение дня.
Именно в блоке 11 были осуществлены первые опыты массового убийства людей с помощью пестицида Циклон Б, когда 3 сентября 1941 года таким образом были умерщвлены 600 советских военнопленных и 250 больных польских узников. Поскольку дозировку ядовитого вещества вначале не умели определять, эти люди погибали медленно, в мучениях, некоторые из них оставались живы еще 4 сентября, когда экзекуция была завершена.

## Допросы
Одним из устройств для пыток заключенных в блоке были т. н. «Качели Богера» (Boger-Schaukel), названные так по имени начавшего их применять офицера СС Вильгельма Богера, служившего в политическом отделе (лагерном гестапо) Освенцима. Этот инструмент пытки состоял из двух вертикальных опор, на которые подвешивали железный шест поперёк. Богер заставлял жертву встать на колени, после чего под её колени подводили шест, приковывая к нему руки жертвы. В таком скрюченном состоянии узника подвешивали на шесте вниз головой и ягодицами вверх, после чего избивали.